# Erastus Lee
Erastus Henry Lee, genannt Ras Lee (* 2. Februar 1916 in Southport, England; † 17. Mai 2006 in Lee), war ein britisch-US-amerikanischer Ingenieurwissenschaftler. Er war Professor an der Stanford University.

## Leben
Erastus Lee studierte an der Universität Cambridge mit dem Bachelorabschluss in Mechanik und Mathematik 1937. Zu seinen Lehrern gehörte Charles Inglis. Er erhielt ein Stipendium, um in New York bei Stephen Timoshenko sein Studium fortzusetzen und wurde dort 1940 promoviert. Anschließend war er als britischer Offizier in New York und Washington D. C. eingesetzt, wobei er britische Interessen bei US-Flugzeugfabriken wahrnahm. Noch während des Krieges kehrte er nach England zurück und forschte als Ingenieur an kriegswichtigen Fragen. 1944 wurde er Fellow des Gonville and Caius College in Cambridge. 1946 wurde er Assistant Director zuständig für Ingenieursaufgaben im Department of Atomic Energy. 1948 wurde er Professor für Angewandte Mathematik an der Brown University auf Einladung von William Prager. Er blieb dort vierzehn Jahre und war davon fünf Jahre Vorstand der Fakultät für Angewandte Mathematik. Er war seit 1950 verheiratet und hatte vier Kinder. Ab 1962 war er Professor in der Abteilung Angewandte Mechanik der Stanford University. Dort hielt er Vorlesungen über Kontinuumsmechanik, Viskoelastizität und Plastizitätstheorie. 1982 emeritierte er und war danach noch zehn Jahre Professor am Rensselaer Polytechnic Institute.

## Werk
Lee befasste sich anfangs mit Problemen der Plastizitätstheorie bei Umformprozessen, teilweise mit Rodney Hill. In den USA befasste er sich zusätzlich mit Wellenausbreitung in der Plastizitätstheorie (besonders bewegliche elastisch-plastische Grenzflächen) und führte das Korrespondenzprinzip in die Theorie viskoelastischer Materialien (wie Polymere) ein, das die Zurückführung auf mathematisch einfacher behandelbare elastizitätstheoretische Probleme ermöglichte. Zudem ist die Lee-Zerlegung in der Theorie elasto-plastischen Materialverhaltens nach ihm benannt.

## Preise und Mitgliedschaften
1986 erhielt er den Humboldt-Forschungspreis und 1975 war er Guggenheim Fellow. 1975 wurde er Mitglied der National Academy of Engineering und 1976 erhielt er die Timoshenko Medal. Er war Fellow der American Academy of Mechanics und der American Society of Mechanical Engineers. 